# 里瓦德德瓦
里瓦德德瓦，是西班牙阿斯图里亚斯的一个市镇。总面积36平方公里，总人口1806人（2001年），人口密度50人/平方公里。